# Automatische kentekenplaatherkenning

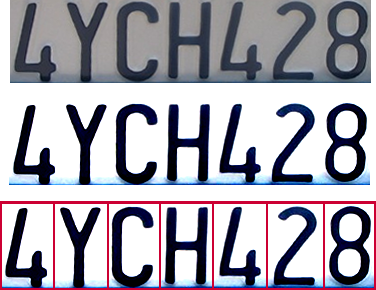
1. Het kenteken wordt gefotografeerd, daarna 2) genormaliseerd betreffende helderheid en contrast en tot slot 3) gesegmenteerd voor karakterherkenning

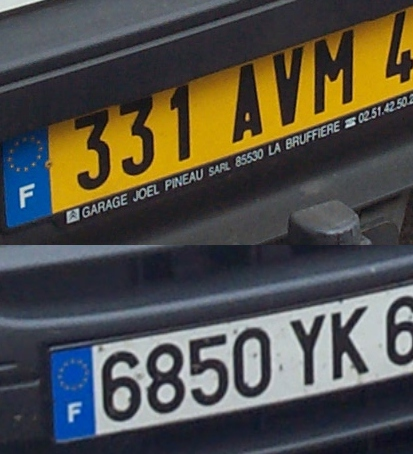
ANPR-systemen moeten ook buitenlandse kentekenplaten kunnen lezen

Automatische kentekenplaatherkenning (of nummerplaatherkenning) is een techniek die gebruikmaakt van optische tekenherkenning om kentekenplaten te kunnen lezen op voertuigen. Een term voor deze techniek is de Engelse afkorting ANPR: Automatic Number Plate Recognition.

## Techniek
ANPR werkt in twee stappen: het herkennen van het kenteken met behulp van optische leesapparatuur (optical character recognition of OCR) en het koppelen van die informatie aan lijsten met kentekens waarmee iets aan de hand is. Het lezen van alle passerende kentekens is buitengewoon complex - al was het maar doordat niet elk voertuig een kenteken aan de voorkant heeft, zoals motorfietsen. Nederlandse kentekens zijn zeer geschikt voor kentekenherkenning. In 2002 is gekozen voor een nieuw lettertype met kleine 'openingen' in bepaalde letters (zoals de P en R) om ze verschillender en daardoor beter leesbaar te maken voor dit soort systemen. Omdat er ook kentekenplaten zijn met variaties in lettertype en positie moeten ANPR-systemen zeer veel variatie kunnen verwerken, willen ze effectief zijn. De geavanceerde systemen kunnen ook buitenlandse kentekens lezen, maar de meeste systemen zijn maatwerk per land. De camera's kunnen specifiek voor ANPR worden geplaatst, maar de software kan ook worden toegevoegd aan bestaande camera's. Ook zijn er mobiele camera's, zoals op voertuigen voor parkeercontroles. Infrarood-cameratechniek wordt gebruikt om een beter beeld van het kenteken te verkrijgen. Rond 2006 kon de techniek kentekens herkennen met een snelheid van één per seconde (mits het voertuig maximaal 160 km/u reed).

### Algoritmes
Er zijn zeven algoritmen nodig om van een afbeelding of video te komen tot een 'gelezen' kenteken:
- Detectie - het herkennen en isoleren van het kenteken in de afbeelding.
- Oriëntatie en grootte - corrigeert helling van het kenteken en past de grootte aan.
- Normalisatie - past de helderheid en het contrast van de afbeelding aan.
- Karakter segmentatie - vindt de afzonderlijke karakters op de kentekenplaat.
- Optische karakterherkenning - zet de letters en cijfers van de afbeelding om naar karakters in een vooraf gedefinieerde set tekens.
- Syntaxis en geometrische analyse - controleert de karakters en volgorde op specifieke regels die gelden in het betreffende land.
- Gemiddelde nemen - het vergelijken van verschillende afbeeldingen in een video om een betrouwbaarder gemiddeld resultaat te verkrijgen.

Het niveau van deze zeven algoritmen bepaalt de nauwkeurigheid van het systeem. Zo zijn er bijvoorbeeld systemen die in de stap 'normalisatie' het verschil tussen de karakters en de achtergrond van het kenteken vergroten door 'edge detection'. Er kan ook een 'median filter' worden gebruikt om ruis in de afbeelding te verminderen.

### Betrouwbaarheid
In 2005 bleek uit Brits onderzoek dat zo'n 40 procent van alle kentekens niet of niet goed werd gelezen. Dat had drie oorzaken. Ten eerste bleek dat niet alle kentekens werden waargenomen, ten tweede werd een deel van de karakters niet juist gelezen en ten derde klopten de referentielijsten niet altijd. Door te werken met infraroodcamera's en regelmatig bijgewerkte referentiebestanden bleek het foutpercentage af te nemen tot vijf procent. In Brits onderzoek uit 2008 werd dit bevestigd: onder ideale weersomstandigheden en met de modernste apparatuur werd 90 tot 94 procent van alle passerende kentekens juist gelezen. Bij minder geavanceerde apparatuur en onder slechtere weersomstandigheden, zoals mist of regen, lag het succespercentage nog altijd beduidend lager: tussen de 60 en 80 procent.
Anno 2019 blijkt dat het mogelijk is de leesapparatuur te misleiden met figuren die nummerplaten nabootsen op bijvoorbeeld kleding.

## Toepassingen
- Kentekens die met behulp van ANPR zijn gelezen kunnen worden vergeleken met zogenoemde referentiebestanden. In die bestanden staan kentekens waarmee iets aan de hand is, zoals een openstaande boetes of belastingschulden of verdachten die worden gezocht in het kader van opsporingsonderzoeken, tolwegen en het opsporen van onverzekerde, gesignaleerde en gestolen voertuigen en voertuigen waarvan de APK verlopen is.
- Andere toepassingen van ANPR zijn het meten van verkeersactiviteit en verkeersovertredingen zoals door rood licht rijden, trajectcontrole, handhaving van stedelijke milieuzones en in de toekomst mogelijk het rekeningrijden.
- Bij een binnenrijden van een parkeergarage kan het kenteken worden herkend. Het kenteken wordt op het bonnetje afgedrukt. Bij het uitrijden is het bonnetje niet nodig: de slagboom gaat vanzelf open. Dit wordt bijvoorbeeld toegepast op Schiphol.
- Bij luchthavens kan men meestal betaald parkeren. Dat geldt echter niet voor de auto's van verhuurbedrijven. De verhuurbedrijven hebben een eigen parkeerterrein waarvan de slagbomen vanzelf opengaan als de auto herkend wordt als de auto van een verhuurbedrijf.
- Sinds 7 december 2024 wordt kentekenherkenning ook gebruikt voor het betalen van tol. Dit gebeurt op de nieuw aangelegde snelweg A24(Blankenburgverbinding) tussen Vlaardingen en Rozenburg. Gebruikers van deze weg rijden langs camera's die hun kenteken registreren waarna ze achteraf de rekening krijgen voor de tol die ze moeten betalen. Op deze manier hoeven ze dan niet langs tolpoortjes te rijden om de tol te betalen.

## Nederland
Het Ministerie van Veiligheid & Justitie heeft in 2011 onderzoek laten doen naar de mogelijke meerwaarde van ANPR voor de opsporing. De Nederlandse politie had volgens dat onderzoek bijna 200 ANPR-camera's in gebruik. Twee derde daarvan was van de Landelijke Eenheid of de regio Rotterdam-Rijnmond. Andere regio's hadden in vergelijking dus nauwelijks kentekencamera's in eigendom. Geen van de andere regio's had er meer dan tien. ANPR werd op drie manieren ingezet: vast, mobiel of voor verkeerscontroles. Met de vaste camera's werden de meeste hits gegenereerd, maar door gebrek aan capaciteit werd er alleen bij uitzondering op hits gereageerd in de vorm van een staandehouding van het voertuig. Tijdens ANPR-verkeerscontroles kregen de meeste hits wél een reactie in de vorm van een voertuigcontrole ter plekke.

### Milieuzones
Onder andere de gemeenten Amsterdam, Utrecht en Den Haag gebruiken ANPR-camera's om vrachtauto's zonder roetfilter uit de stad te weren. Als een kenteken van een vrachtwagen zonder roetfilter wordt waargenomen, wordt - meestal automatisch - een boete aan de eigenaar verzonden.

### Wetgeving in Nederland
Het wettelijke kader voor de inzet van ANPR door de politie wordt geboden door het Wetboek van Strafvordering. Daarin staat onder welke voorwaarden gegevens die zijn verkregen met ANPR mogen worden gebruikt voor opsporing, vervolging of berechting. Het verzamelen van informatie onder dit wettelijke regime is alleen toegestaan als er een redelijke grond voor verdenking bestaat. Tot begin 2010 werden door de regio's IJsselland en Rotterdam-Rijnmond alle gescande kentekens opgeslagen, zowel de hits als de no-hits. No-hits zijn kentekens die op het moment van passeren niet kunnen worden gelinkt aan een kenteken op een van de referentielijsten. Sinds begin 2010 mogen de no-hits in Nederland niet meer worden verwerkt door de politie. In 2011 is een wetsvoorstel om dit toch mogelijk te maken voor consultatie aan een aantal instanties voorgelegd: Wijziging van het Wetboek van Strafvordering in verband met de regeling van het vastleggen en bewaren van kentekengegevens door de politie. De Autoriteit Persoonsgegevens gaf een negatief advies: de noodzaak van de inbreuk op de persoonlijke levenssfeer van alle automobilisten is niet subsidiair en niet proportioneel. De ministerraad ging op 23 december 2011 toch akkoord met het wetsvoorstel. Op 8 april 2014 heeft het Hof van Justitie van de Europese Unie een uitspraak gedaan over de Richtlijn Dataretentie die ook consequenties heeft voor verkeersgegevens verzameld met ANPR. De minister van Veiligheid en Justitie gaf daarna aan dat hij rekening wilde houden met de mogelijkheid dat dit soort gegevensopslag zal kunnen worden beoordeeld als strijdig met het evenredigheidsbeginsel of als niet relevant en bovenmatig. Omdat kentekens geen zeer nauwkeurige aanwijzingen over het privéleven verschaffen, maar uitsluitend over de locatie van een kenteken op een bepaalde datum en tijdstip, zijn deze gegevens daardoor minder ingrijpend voor de persoonlijke levenssfeer, aldus de minister. Ook speelt mee dat de bewaartermijn van vier weken aanzienlijk korter is dan de bewaartermijn van ten hoogste twee jaar voor telecommunicatie verkeersgegevens. Tot slot merkt hij op dat de kentekengegevens langs de openbare weg worden verzameld wat betekent dat bestuurders van voertuigen kunnen weten en verwachten dat hun voertuig door de politie kan worden waargenomen. Wel is de minister voornemens de toegang tot de bewaarde kentekengegevens afhankelijk te stellen van een voorafgaand bevel van de officier van justitie.

## België
Nummerplaatherkenning wordt sinds eind 2013 ook in België toegepast. Hiervoor was volgens de privacycommissie een wijziging in de camerawetgeving noodzakelijk.
Nummerplaatherkenning wordt ingezet tegen de grenscriminaliteit, onder andere in de politiezone Vlas (Kortrijk, Kuurne en Lendelede).
In de beginperiode bleek dat de herkenning nog niet werkte voor gepersonaliseerde kentekenplaten, maar dat is sindsdien opgelost.

## Kritiek

### Privacy
Ondanks wijzigingen in wetgeving blijft er discussie over automatische nummerplaatherkenning in combinatie met privacy. Zo kreeg nummerplaatherkenning in 2013 de juryprijs bij de Belgische Big Brother Awards. Ook in de Nederlandse Tweede Kamer werden vragen gesteld.
Een andere reden tot zorg bij sommigen is dat het bewaren van de informatie uit ANPR het mogelijk maakt personen (in plaats van voertuigen) te identificeren en informatie over hun verplaatsingen en dagelijkse leven te achterhalen. Het feit dat alle kentekens worden gescand en bewaard is hier vaak een cruciaal punt: als dit gebeurt wordt volgens tegenstanders elke weggebruiker beschouwd als een potentiële wetsovertreder. Regulering van ANPR staat dan ook flink in de belangstelling van zowel voor- als tegenstanders van deze techniek.

### Betrouwbaarheid
De introductie van ANPR gaat vaak gepaard met discussies over de betrouwbaarheid en nauwkeurigheid van de techniek. Ook roept het de vraag op in hoeverre deze vorm van surveillance noodzakelijk is. Het feit dat het mogelijk wordt met behulp van machines volledig automatisch overtreders op te sporen en een boete te geven wordt door sommigen beschouwd als de eerste stap op weg naar een geautomatiseerd rechtssysteem.
De eerste systemen waren onbetrouwbaar, maar leidden vaak wel tot het opleggen van een boete. Verbeteringen in de techniek hebben het aantal fouten drastisch omlaag gebracht, maar nog altijd is het mogelijk dat het systeem ten onrechte een hit oplevert.

### Bestemming van de opbrengst van verkeersboetes
Ook is er kritiek op het feit dat er met behulp van ANPR, bijvoorbeeld door trajectcontrole, zeer veel boetes worden opgelegd waarvan de opbrengsten naar de Staat gaan in plaats van specifiek naar maatregelen om veiligheid te vergroten.

### Misbruik door de politie
Een berucht voorbeeld van misbruik van het ANPR-systeem door de politie is de zaak van de Canadese journalist Kerry Diotte die kritische artikelen schreef over de verkeerspolitie. Zijn kenteken werd door de verkeerspolitie toegevoegd aan het systeem, op basis waarvan een undercoveroperatie werd uitgevoerd om hem en een oud-politiecommissaris te betrappen op het rijden onder invloed. In de nasleep werd de chef van de eenheid ontslagen en werd een andere hooggeplaatste medewerker berispt.

## Andere benamingen
ANPR wordt soms ook met behulp van andere afkortingen aangeduid:
- Automatic license-plate recognition (ALPR)
- Automatic license-plate reader (ALPR)
- Automatic vehicle identification (AVI)
- Car plate recognition (CPR)
- License-plate recognition (LPR)
- Lecture automatique de plaques d'immatriculation (LAPI)
- Mobile license-plate reader (MLPR)
- Vehicle license-plate recognition (VLPR)